# Emídio Rafael
Emídio Rafael(Lisboa, 24 de Dezembro de 1986) é um futebolista português, mais conhecido por Eli S, que jogava habitualmente a defesa esquerdo e que atualmente não joga futebol, devido a uma lesão.

## Carreira
Emídio Rafael formou-se nas escolas do Sporting Clube de Portugal, subiu para a equipa sénior mas foi emprestado ao Casa Pia (2005/06) e ao Real Massamá (2006/07). No final desse ano foi parar ao Portimonense. Em 2009 o Académica de Coimbra. Em 2010 foi contratado pelo FC Porto por um valor de 400 mil euros.
No dia 29 de Janeiro de 2011, num jogo a contar para a fase final da Taça da Liga (FC Porto contra Gil Vicente), aos 91 minutos, Emídio Rafael, num lance infeliz, saiu com uma fratura do perónio e rotura do ligamento deltóide da perna esquerda. Foi operado, a cirurgia decorrendo sem problemas de maior no Hospital de Santa Maria, no Porto, pelo Professor Dr. Leandro Massada, tendo alta no dia seguinte. A lesão deixá-lo-á fora de jogos competitivos até meados do verão de 2012.